# Liste des chaînes de télévision en Espagne
Pour les autres articles nationaux ou selon les autres juridictions, voir Liste de chaînes de télévision par pays.
Cet article présente la liste des chaînes de télévision en Espagne.

## Chaînes de télévision nationales
| Nom complet         | Groupe audiovisuel              | Statut                         |
| ------------------- | ------------------------------- | ------------------------------ |
| La 1                | Radiotelevisión Española (RTVE) | Généraliste nationale publique |
| La 2                | Radiotelevisión Española (RTVE) | Généraliste nationale publique |
| 24 h                | Radiotelevisión Española (RTVE) | Thématique nationale publique  |
| Teledeporte         | Radiotelevisión Española (RTVE) | Thématique nationale publique  |
| Clan                | Radiotelevisión Española (RTVE) | Thématique nationale publique  |
| Antena 3            | Atresmedia                      | Généraliste nationale privée   |
| laSexta             | Atresmedia                      | Généraliste nationale privée   |
| Neox                | Atresmedia                      | Thématique nationale privée    |
| Nova                | Atresmedia                      | Thématique nationale privée    |
| Mega                | Atresmedia                      | Thématique nationale privée    |
| Atreseries          | Atresmedia                      | Thématique nationale privée    |
| Telecinco           | Mediaset España                 | Généraliste nationale privée   |
| Cuatro              | Mediaset España                 | Généraliste nationale privée   |
| Factoría de Ficción | Mediaset España                 | Thématique nationale privée    |
| Energy              | Mediaset España                 | Thématique nationale privée    |
| Divinity            | Mediaset España                 | Thématique nationale privée    |
| Boing               | Mediaset España                 | Thématique nationale privée    |
| Be Mad TV           | Mediaset España                 | Thématique nationale privée    |
| Squirrel            | NET TV                          | Thématique nationale privée    |
| Paramount Network   | NET TV                          | Thématique nationale privée    |
| DMAX                | Veo Televisión                  | Thématique nationale privée    |
| DKiss               | Radio Blanca                    | Thématique nationale privée    |
| Veo7                | Veo Televisión                  | Thématique nationale privée    |
| Ten                 | Ten Media                       | Thématique nationale privée    |
| Trece               | 13 TV                           | Généraliste nationale privée   |
| Real Madrid TV      | Real Madrid C. F.               | Thématique nationale privée    |